# Galera na TV
Galera na TV foi um seriado da RedeTV! estrelado pela ex-paquita Andréa Sorvetão, também conhecida como Andréa Faria. Foi ao ar entre 15 de novembro de 1999 e 26 de agosto de 2001.

## Premissa
O programa tinha como cenário uma lanchonete onde Sorvetão encontrava seus amigos, intercalando as histórias com a exibição de desenhos animados. Neste cenário, muitos personagens fixos e convidados especiais passavam por situações inusitadas que divertiam e ao mesmo tempo transmitiam noções de cidadania, saúde, cultura, ciência, ecologia, etc.